# Мерлиновка (Нижньогородська область)
Мерлиновка (рос. Мерлиновка) — село в Лукояновському районі Нижньогородської області Російської Федерації.
Населення становить 252 особи. Входить до складу муніципального утворення Тольсько-Майданська сільрада.

## Історія
Від 2009 року входить до складу муніципального утворення Тольсько-Майданська сільрада.

## Населення
| 2002 | 2010 |
| ---- | ---- |
| 239  | ↗252 |